# Cambio de cabeza
El cambio de cabeza es el acto de eliminar la cabeza de un personaje animado y reemplazarla por la de otro. Esto se hace por uno o dos motivos:el coste y limitaciones de memoria (en juegos de videoconsola).
Las animaciones de los personajes son caras de producir, por ello se recicla el cuerpo de un personaje y solo hay que dibujar una nueva cabeza, ahorrando dinero y tiempo a los estudios. Las primeras videoconsolas tenían cantidades limitadas de memoria y capacidad, por lo que reutilizando el cuerpo, varios personajes podían producirse con un pequeño incremento adicional de memoria. Esta técnica va ligada con el cambio de paleta.